# Ghiacciaio Hansen (Terra della Regina Maud)
Il ghiacciaio Hansen (in norvegese: "Hansenbreen") è un ghiacciaio lungo circa 27 km situato sulla costa della Principessa Ragnhild, nella Terra della Regina Maud, in Antartide. Il ghiacciaio si trova in particolare nei monti Sør Rondane, dove fluisce verso nord scorrendo lungo il versante occidentale del monte Nils Larsen.

## Storia
Dopo essere stato grossolanamente mappato grazie a immagini aeree prese durante la spedizione norvegese del 1936-37 al comando di Lars Christensen, il ghiacciaio Hansen è stato più dettagliatamente mappato nel 1957 da cartografi norvegesi grazie a fotografie aeree scattate nel corso dell'operazione Highjump, 1946-1947, ed è stato in seguito così battezzato in onore del cartografo norvegese Hans Edvard Hansen, il quale realizzò molte mappe utili a diverse spedizioni norvegesi di esplorazione antartica.